# Cantonul La Celle-Saint-Cloud
Cantonul La Celle-Saint-Cloud este un canton din arondismentul Arondismentul Saint-Germain-en-Laye, departamentul Yvelines, regiunea Île-de-France, Franța.

## Comune
- Bougival
- La Celle-Saint-Cloud (reședință)